# La dama locandiera
La dama locandiera, ossia l'albergo de' pitocchi è un melodramma giocoso in due atti composto da Giuseppe Mosca su libretto di Luigi Romanelli, andato in scena per la prima volta alla Scala nella primavera del 1822.

## Trama
Era Palmira la figlia del potente Conte Guglielmo di Messina, che fu da questi condotta a casa della nonna a Palermo, dove fu educata per tutta la sua giovinezza, non rivedendo mai più il genitore. Accadde che la fanciulla si innamorò di un giovane non povero, ma di bassi natali, e che dunque per perseguire il proprio sogno d'amore fu costretta con questo ad imbarcarsi per le Americhe; saputo della fuga, il Conte si imbarcò alla ricerca della figlia, sparendo però definitivamente, al punto che si iniziò a mormorare di una sua morte in un naufragio. Intanto Palmira, rimasta vedova in giovanissima età erede dell'immensa fortuna del defunto sposo, decise di sfruttare questa per tornare in Italia, a Venezia, e aprire ivi una locanda, non per lucrarne, ma per scegliere fra i vari avventori un potenziale, secondo sposo. Nel frattempo il Conte, in realtà scampato al mare in tempesta, si era ritirato dopo essere rimasto vedovo a vivere con la sua unica figlia rimasta, Amalia; in assenza di prole maschile, il Conte progettò di darla in sposa a un proprio nipote, Ernesto. Questi, inizialmente un giovanotto di ottime speranze, mandato a studiare all'Università di Pisa, ben presto iniziò ad abusare della fortuna dello zio e a girare l'Italia per puro piacere personale, fino a giungere proprio a Venezia, dove divenne amico di un tal Giocondo, un giovane siracusano spensierato come lui. Da questi presupposti, e dalla presenza nella locanda di curiosi personaggi come il poeta Don Papirio, l'usuraio Arsenio, lo spiantato Lelio e la cantante Ghita, si dipana l'azione.

## Struttura musicale
- Sinfonia

### Atto I
- N. 1 - Introduzione Oh che noja! Oh che pasticcio! (Coro, Lelio, Ghita, Papirio)
- N. 2 - Duetto Esci... Nessun qui v'è... (Giocondo, Ernesto)
- N. 3 - Cavatina Vorrei d'un'alma intrepida (Amalia)
- N. 4 - Duetto Fosca luce di perfida stella (Arsenio, Palmira)
- N. 5 - Finale I Qui si mangia, qui si beve (Coro, Lelio, Giocondo, Ernesto, Palmira, Papirio, Conte, Amalia, Ghita, Arsenio)

### Atto II
- N. 6 - Introduzione seconda La question seguita in piazza (Coro, Conte)
- N. 7 - Duetto Ascoltate... / Oh che diletto! (Giocondo, Arsenio)
- N. 8 - Aria L'onor di lunghe lagrime (Ernesto, [Giocondo])
- N. 9 - Coro Ammazzarvi? E d'onde mai
- N. 10 - Aria Dove Imen quest'alma invita (Palmira, Coro)
- N. 11 - Settimino A tuoi piedi, o Vate illustre (Giocondo, Arsenio, Papirio, Palmira, Amalia, Conte, Ernesto)
- N. 12 - Finale II Senza far tante parole (Conte, Arsenio, Palmira, Ernesto, Giocondo, Amalia, Lelio, Ghita, Papirio, Coro)